# Lijst van senatoren uit Washington

Zegel van de staat Washington

Dit is een lijst van de senatoren voor de Amerikaanse staat Washington. De senatoren voor Washington zijn ingedeeld als Klasse I en Klasse III. De twee huidige senatoren voor Washington zijn: Patty Murray senator sinds 1993 de (senior senator) en Maria Cantwell senator sinds 2001 de (junior senator), beiden lid van de Democratische Partij. De Washington is enige staat die al meer dan 20 jaar exclusief door vrouwelijke senatoren worden vertegenwoordigd sinds 2001. Patty Murray is daarnaast de huidige (en eerste vrouwelijke) president pro tempore van de Senaat sinds 2023.
Prominenten die hebben gediend als senator voor Washington zijn onder anderen: Lewis Schwellenbach (later rechter voor het Hof van het Oostelijke district van Washington en minister van Arbeid), Henry Jackson (prominent politicus), Maria Cantwell (prominent politica), Wesley Jones (prominent politicus), Homer Bone (later rechter voor het Hof van Beroep voor het 9e circuit), Warren Magnuson (prominent politicus), Brock Adams (eerder minister van Transport) en Patty Murray.

## Klasse I
| Nr.    | Senator voor Washington Senator from Washington | Senator voor Washington Senator from Washington | Senator voor Washington Senator from Washington | Ambtstermijn     | Ambtstermijn     | Partij(en)  | Verkiezing(en) |
| ------ | ----------------------------------------------- | ----------------------------------------------- | ----------------------------------------------- | ---------------- | ---------------- | ----------- | -------------- |
| 1      |                                                 | John Beard Allen                                | John Beard Allen (1845–1903)                    | 20 november 1889 | 4 maart 1893     | R           | 1889           |
| Vacant |                                                 |                                                 |                                                 |                  |                  |             |                |
| 2      |                                                 | John Lockwood Wilson                            | John Lockwood Wilson (1837–1917)                | 20 februari 1895 | 4 maart 1899     | R           | 1895           |
| 3      |                                                 | Addison Foster                                  | Addison Foster (1837–1917)                      | 4 maart 1899     | 4 maart 1905     | R           | 1899           |
| 4      |                                                 | Samuel Piles                                    | Samuel Piles (1858–1940)                        | 4 maart 1905     | 4 maart 1911     | R           | 1905           |
| 5      |                                                 | Miles Poindexter                                | Miles Poindexter (1864–1946)                    | 4 maart 1911     | 4 maart 1923     | R (1911–12) | 1910           |
| 5      | P (1912–15)                                     | Miles Poindexter                                | Miles Poindexter (1864–1946)                    | 4 maart 1911     | 4 maart 1923     |             | 1910           |
| 5      | R (1915–23)                                     | Miles Poindexter                                | Miles Poindexter (1864–1946)                    | 4 maart 1911     | 4 maart 1923     |             | 1910           |
| 5      | 1916                                            | Miles Poindexter                                | Miles Poindexter (1864–1946)                    | 4 maart 1911     | 4 maart 1923     |             |                |
| 6      |                                                 | Clarence Dill                                   | Clarence Dill (1884–1978)                       | 4 maart 1923     | 3 januari 1935   | D           | 1922           |
| 6      | 1928                                            | Clarence Dill                                   | Clarence Dill (1884–1978)                       | 4 maart 1923     | 3 januari 1935   | D           |                |
| 7      |                                                 | Lewis Schwellenbach                             | Lewis Schwellenbach (1894–1948)                 | 3 januari 1935   | 15 december 1940 | D           | 1934           |
| Vacant |                                                 |                                                 |                                                 |                  |                  |             | 1934           |
| 8      |                                                 | Monrad Wallgren                                 | Monrad Wallgren (1891–1961)                     | 20 december 1940 | 10 januari 1945  | D           | 1934           |
| 8      | 1934                                            | Monrad Wallgren                                 | Monrad Wallgren (1891–1961)                     | 20 december 1940 | 10 januari 1945  | D           |                |
| 8      |                                                 | Hugh Mitchell                                   | Hugh Mitchell (1907–1996)                       | 10 januari 1945  | 26 december 1946 | D           |                |
| 10     |                                                 | Harry Cain                                      | Harry Cains (1906 1979)                         | 26 december 1946 | 3 januari 1953   | R           |                |
| 10     | 1946                                            | Harry Cain                                      | Harry Cains (1906 1979)                         | 26 december 1946 | 3 januari 1953   | R           |                |
| 11     |                                                 | Henry Jackson                                   | Henry Jackson (1912–1983)                       | 3 januari 1953   | 1 september 1983 | D           | 1952           |
| 11     | 1958                                            | Henry Jackson                                   | Henry Jackson (1912–1983)                       | 3 januari 1953   | 1 september 1983 | D           |                |
| 11     | 1964                                            | Henry Jackson                                   | Henry Jackson (1912–1983)                       | 3 januari 1953   | 1 september 1983 | D           |                |
| 11     | 1970                                            | Henry Jackson                                   | Henry Jackson (1912–1983)                       | 3 januari 1953   | 1 september 1983 | D           |                |
| 11     | 1976                                            | Henry Jackson                                   | Henry Jackson (1912–1983)                       | 3 januari 1953   | 1 september 1983 | D           |                |
| 11     | 1982                                            | Henry Jackson                                   | Henry Jackson (1912–1983)                       | 3 januari 1953   | 1 september 1983 | D           |                |
| Vacant |                                                 |                                                 |                                                 |                  |                  |             |                |
| 12     |                                                 | Daniel Evans                                    | Daniel Evans (1925–2024)                        | 8 september 1983 | 3 januari 1989   | R           |                |
| 12     | 1983                                            | Daniel Evans                                    | Daniel Evans (1925–2024)                        | 8 september 1983 | 3 januari 1989   | R           |                |
| 13     |                                                 | Slade Gorton                                    | Slade Gorton (1928–2020)                        | 3 januari 1989   | 3 januari 2001   | R           | 1988           |
| 13     | 1994                                            | Slade Gorton                                    | Slade Gorton (1928–2020)                        | 3 januari 1989   | 3 januari 2001   | R           |                |
| 14     |                                                 | Maria Cantwell                                  | Maria Cantwell (1958)                           | 3 januari 2001   | heden            | D           | 2000           |
| 14     | 2006                                            | Maria Cantwell                                  | Maria Cantwell (1958)                           | 3 januari 2001   | heden            | D           |                |
| 14     | 2012                                            | Maria Cantwell                                  | Maria Cantwell (1958)                           | 3 januari 2001   | heden            | D           |                |
| 14     | 2018                                            | Maria Cantwell                                  | Maria Cantwell (1958)                           | 3 januari 2001   | heden            | D           |                |
| 14     | 2024                                            | Maria Cantwell                                  | Maria Cantwell (1958)                           | 3 januari 2001   | heden            | D           |                |

## Klasse III
| Nr.    | Senator voor Washington Senator from Washington | Senator voor Washington Senator from Washington | Senator voor Washington Senator from Washington | Ambtstermijn     | Ambtstermijn     | Partij(en) | Verkiezing(en) |
| ------ | ----------------------------------------------- | ----------------------------------------------- | ----------------------------------------------- | ---------------- | ---------------- | ---------- | -------------- |
| 1      |                                                 | Watson Squire                                   | Watson Squire (1838–1926)                       | 20 november 1889 | 4 maart 1897     | R          | 1889           |
| 1      | 1891                                            | Watson Squire                                   | Watson Squire (1838–1926)                       | 20 november 1889 | 4 maart 1897     | R          |                |
| 2      |                                                 | George Turner                                   | George Turner (1850–1932)                       | 4 maart 1897     | 4 maart 1903     | D          | 1897           |
| 3      |                                                 | Levi Ankeny                                     | Levi Ankeny (1844–1921)                         | 4 maart 1903     | 4 maart 1909     | R          | 1903           |
| 4      |                                                 | Wesley Jones                                    | Wesley Jones (1863–1932)                        | 4 maart 1909     | 19 november 1932 | R          | 1909           |
| 4      | 1914                                            | Wesley Jones                                    | Wesley Jones (1863–1932)                        | 4 maart 1909     | 19 november 1932 | R          |                |
| 4      | 1920                                            | Wesley Jones                                    | Wesley Jones (1863–1932)                        | 4 maart 1909     | 19 november 1932 | R          |                |
| 4      | 1926                                            | Wesley Jones                                    | Wesley Jones (1863–1932)                        | 4 maart 1909     | 19 november 1932 | R          |                |
| Vacant |                                                 |                                                 |                                                 |                  |                  |            |                |
| 5      |                                                 | Elijah Grammer                                  | Elijah Grammer (1868–1936)                      | 22 november 1932 | 4 maart 1933     | R          |                |
| 6      |                                                 | Homer Bone                                      | Homer Bone (1883–1870)                          | 4 maart 1933     | 14 november 1944 | D          | 1932           |
| 6      | 1938                                            | Homer Bone                                      | Homer Bone (1883–1870)                          | 4 maart 1933     | 14 november 1944 | D          |                |
| Vacant |                                                 |                                                 |                                                 |                  |                  |            |                |
| 7      |                                                 | Warren Magnuson                                 | Warren Magnuson (1905–1989)                     | 14 december 1944 | 3 januari 1981   | D          |                |
| 7      | 1944                                            | Warren Magnuson                                 | Warren Magnuson (1905–1989)                     | 14 december 1944 | 3 januari 1981   | D          |                |
| 7      | 1950                                            | Warren Magnuson                                 | Warren Magnuson (1905–1989)                     | 14 december 1944 | 3 januari 1981   | D          |                |
| 7      | 1956                                            | Warren Magnuson                                 | Warren Magnuson (1905–1989)                     | 14 december 1944 | 3 januari 1981   | D          |                |
| 7      | 1962                                            | Warren Magnuson                                 | Warren Magnuson (1905–1989)                     | 14 december 1944 | 3 januari 1981   | D          |                |
| 7      | 1968                                            | Warren Magnuson                                 | Warren Magnuson (1905–1989)                     | 14 december 1944 | 3 januari 1981   | D          |                |
| 7      | 1974                                            | Warren Magnuson                                 | Warren Magnuson (1905–1989)                     | 14 december 1944 | 3 januari 1981   | D          |                |
| 8      |                                                 | Slade Gorton                                    | Slade Gorton (1928–2020)                        | 3 januari 1981   | 3 januari 1987   | R          | 1980           |
| 9      |                                                 | Brock Adams                                     | Brock Adams (1927–2004)                         | 3 januari 1987   | 3 januari 1993   | D          | 1986           |
| 10     |                                                 | Patty Murray                                    | Patty Murray (1950)                             | 3 januari 1993   | heden            | D          | 1992           |
| 10     | 1998                                            | Patty Murray                                    | Patty Murray (1950)                             | 3 januari 1993   | heden            | D          |                |
| 10     | 2004                                            | Patty Murray                                    | Patty Murray (1950)                             | 3 januari 1993   | heden            | D          |                |
| 10     | 2010                                            | Patty Murray                                    | Patty Murray (1950)                             | 3 januari 1993   | heden            | D          |                |
| 10     | 2016                                            | Patty Murray                                    | Patty Murray (1950)                             | 3 januari 1993   | heden            | D          |                |
| 10     | 2022                                            | Patty Murray                                    | Patty Murray (1950)                             | 3 januari 1993   | heden            | D          |                |

Alabama: Tuberville (R) · Britt (R)
Alaska: Murkowski (R) · Sullivan (R)
Arizona: Kelly (D) · Gallego (D)
Arkansas: Boozman (R) · Cotton (R)
Californië: Padilla (D) · Schiff (D)
Colorado: Bennet (D) · Hickenlooper (D)
Connecticut: Blumenthal (D) · Murphy (D)
Delaware: Coons (D) · Blunt Rochester (D)
Florida: R. Scott (R) · Moody (R)
Georgia: Ossoff (D) · Warnock (D)
Hawaï: Schatz (D) · Hirono (D)
Idaho: Crapo (R) · Risch (R)
Illinois: Durbin (D) · Duckworth (D)
Indiana: Young (R) · Banks (R)
Iowa: Grassley (R) · Ernst (R)
Kansas: Moran (R) · Marshall (R)
Kentucky: McConnell (R) · Paul (R)
Louisiana: Cassidy (R) · Kennedy (R)
Maine: Collins (R) · King (O)
Maryland: Van Hollen (D) · Alsobrooks (D)
Massachusetts: Warren (D) · Markey (D)
Michigan: Peters (D) · Slotkin (D)
Minnesota: Klobuchar (D) · Smith (D)
Mississippi: Wicker (R) · Hyde-Smith (R)
Missouri: Hawley (R) · Schmitt (R)
Montana: Daines (R) · Sheehy (R)
Nebraska: Fischer (R) · Ricketts (R)
Nevada: Cortez Masto (D) · Rosen (D)
New Hampshire: Shaheen (D) · Hassan (D)
New Jersey: Booker (D) · Kim (D)
New Mexico: Heinrich (D) · Luján (D)
New York: Schumer (D) · Gillibrand (D)
North Carolina: Tillis (R) · Budd (R)
North Dakota: Hoeven (R) · Cramer (R)
Ohio: Moreno (R) · Husted (R)
Oklahoma: Lankford (R) · Mullin (R)
Oregon: Wyden (D) · Merkley (D)
Pennsylvania: Fetterman (D) · McCormick (R)
Rhode Island: Reed (D) · Whitehouse (D)
South Carolina: Graham (R) · T. Scott (R)
South Dakota: Thune (R) · Rounds (R)
Tennessee: Blackburn (R) · Hagerty (R)
Texas: Cornyn (R) · Cruz (R)
Utah: Lee (R) · Curtis (R)
Vermont: Sanders (O) · Welch (D)
Virginia: Warner (D) · Kaine (D)
Washington: Murray (D) · Cantwell (D)
West Virginia: Moore Capito (R) · Justice (R)
Wisconsin: Johnson (R) · Baldwin (D)
Wyoming: Barrasso (R) · Lummis (R)
(D): Democraat · (R): Republikein · (O): Onafhankelijk